# Лизунов, Иван Михайлович
Ива́н Миха́йлович Лизуно́в (20 октября 1923, д. Кооперативные Дворики, Воронежский уезд, Воронежская губерния — 2 января 1975, Воронеж) — директор совхоза имени Маленкова Булаевского района Северо-Казахстанской области. Герой Социалистического Труда (1957).

## Биография
Родился в 1923 году в деревне Кооперативные дворики Воронежского уезда Воронежской губернии (ныне — упраздненное село, территория Панинского района Воронежской области). Из крестьян.
Учился в Воронежском авиационном техникуме (1939-41).
Участник Великой Отечественной войны; воевал командиром танка, лейтенант.
Окончил агрономический факультет Воронежского СХИ (1947). Агроном, старший агроном, директор совхоза «Радченский» Богучарского района (1947—1953). В 1949 году вступил в ВКП(б).
В 1954—1963 годы возглавлял вновь организованные на целинных землях Северного Казахстана совхозы: «Городецкий», «Молодогвардейский».
Будучи директором совхоза «Молодогвардеский» вывел это предприятие в число передовых сельскохозяйственных предприятий. В течение 5-й пятилетки совхоз сдал государству более 4 миллионов пудов зерновых. Указом Президиума Верховного Совета СССР от 11 января 1957 года за особо выдающиеся успехи, достигнутые в работе по освоению целинных и залежных земель, и получение высокого урожая удостоен звания Героя Социалистического Труда с вручением ордена Ленина и золотой медали «Серп и Молот».
В 1960-е гг. вернулся в Воронежскую область. В 1970-е годы — директор Центрально-Чернозёмной зональной нормативно-исследовательской станции, главный агроном треста мясо-молочных совхозов, Воронежского треста «Свинопром».
Скончался 2 января 1975 года в Воронеже.

## Награды
- Медаль «За боевые заслуги» (4.5.1945)[2]
- Герой Социалистического Труда — указом Президиума Верховного Совета СССР от 11 января 1957 года